# Nivatunturi (kulle, lat 67,30, long 27,77)
Nivatunturi är en kulle i Finland.   Den ligger i den ekonomiska regionen  Östra Lapplands ekonomiska region  och landskapet Lappland, i den norra delen av landet, 800 km norr om huvudstaden Helsingfors. Toppen på Nivatunturi är 464 meter över havet.
Terrängen runt Nivatunturi är platt västerut, men österut är den kuperad. Nivatunturi är den högsta punkten i trakten. Trakten runt Nivatunturi är nära nog obefolkad, med mindre än två invånare per kvadratkilometer. Närmaste större samhälle är Savukoski, 16,8 km öster om Nivatunturi. 